# Галогенгидрины

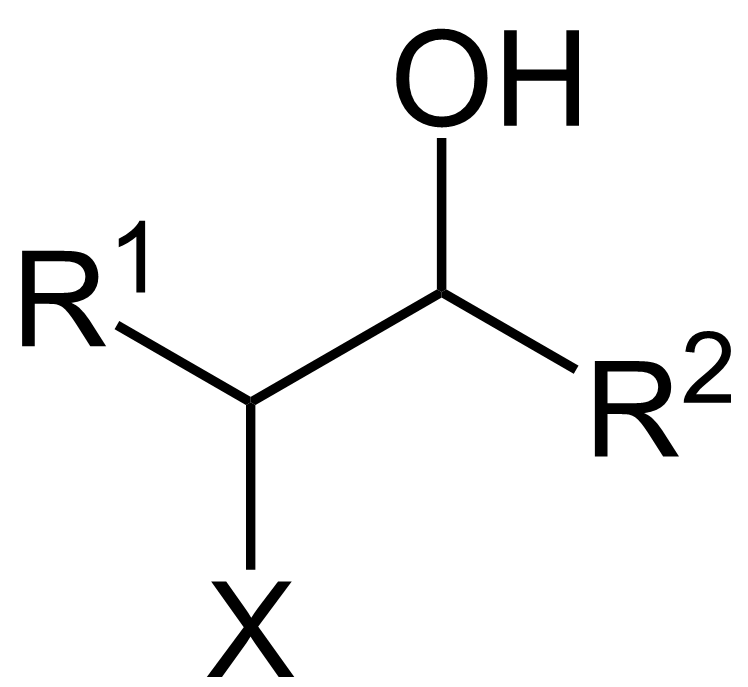
Общая формула галогидринов, X = F, Cl, Br, I

Галогенгидрины — галогеноспирты, в которых атом галогена является заместителем при насыщенном атоме углерода, не несущем каких либо других гетерозаместителей. Галогенгидринами обычно называют β-галогенспирты.
В систематической номенклатуре галогенгидрины именуются как галогензамещенные спирты, однако используются и тривиальные названия, образованные добавлением суффиксов -галоген- и -гидрин к названию алкена-предшественника (для случая синтеза гипогалогенированием алкена), например, ClCH2CH2OH — этиленхлоргидрин (2-хлорэтанол); C6H5CH(OH)CH2Br — стиролбромгидрин (2-хлор-1-фенилэтанол).

## Синтез
Исторически первым методом синтеза хлоргидринов было взаимодействие гликолей с галогеноводородами, в частности, этим методом (нагреванием этиленгликоля с соляной кислотой в запаянной трубке) Вюрц впервые синтезировал этиленхлоргидрин:
Этот метод применяется и поныне в лабораторной практике, например α,γ-дихлоргидрин (1,3-дихлор-2-пропанол) получается с выходом 70% при продувании сухого хлороводорода в сметь глицерина и уксусной кислоты при 100–110° C:
Наиболее распространёнными методами синтеза галогенгидринов являются гипогалогенирование алкенов, идущее преимущественно в соответствии с правилом Марковникова:
{\displaystyle {\mathsf {RCH{\text{=}}CH_{2}+HOCl\rightarrow RCH(OH){\text{-}}CH_{2}Cl}}}
и реакция эпоксидов с галогеноводородами:
{\displaystyle {\mathsf {(CH_{2})_{2}O+HCl\rightarrow ClCH_{2}CH_{2}OH}}}

## Реакционная способность
Для галогенгидринов типичны реакции спиртов и галогеналканов.
Особенностью галогенгидринов является циклизация в эпоксиды под действием оснований:
эта реакция обратна по отношению к синтезу галогенгидринов из эпоксидов
Третичные йод- и хлоргидрины при катализе солями серебра или ртути претерпевают галогенгидринную перегруппировку в кетоны:
{\displaystyle {\mathsf {RAr(OH)CCH_{2}I\rightarrow RCOCH_{2}Ar+HI}}}